# Mommenheim (Frankrijk)
Mommenheim (Duits: Mommenheim im Elsass) is een gemeente in het Franse departement Bas-Rhin (regio Grand Est). De gemeente behoort tot het kanton Brumath in het arrondissement Haguenau-Wissembourg. Mommenheim telde op 1 januari 2022 2.251 inwoners.

## Geografie
De oppervlakte van Mommenheim bedroeg op 1 januari 2022 8,16 vierkante kilometer; de bevolkingsdichtheid was toen 275,9 inwoners per km². 

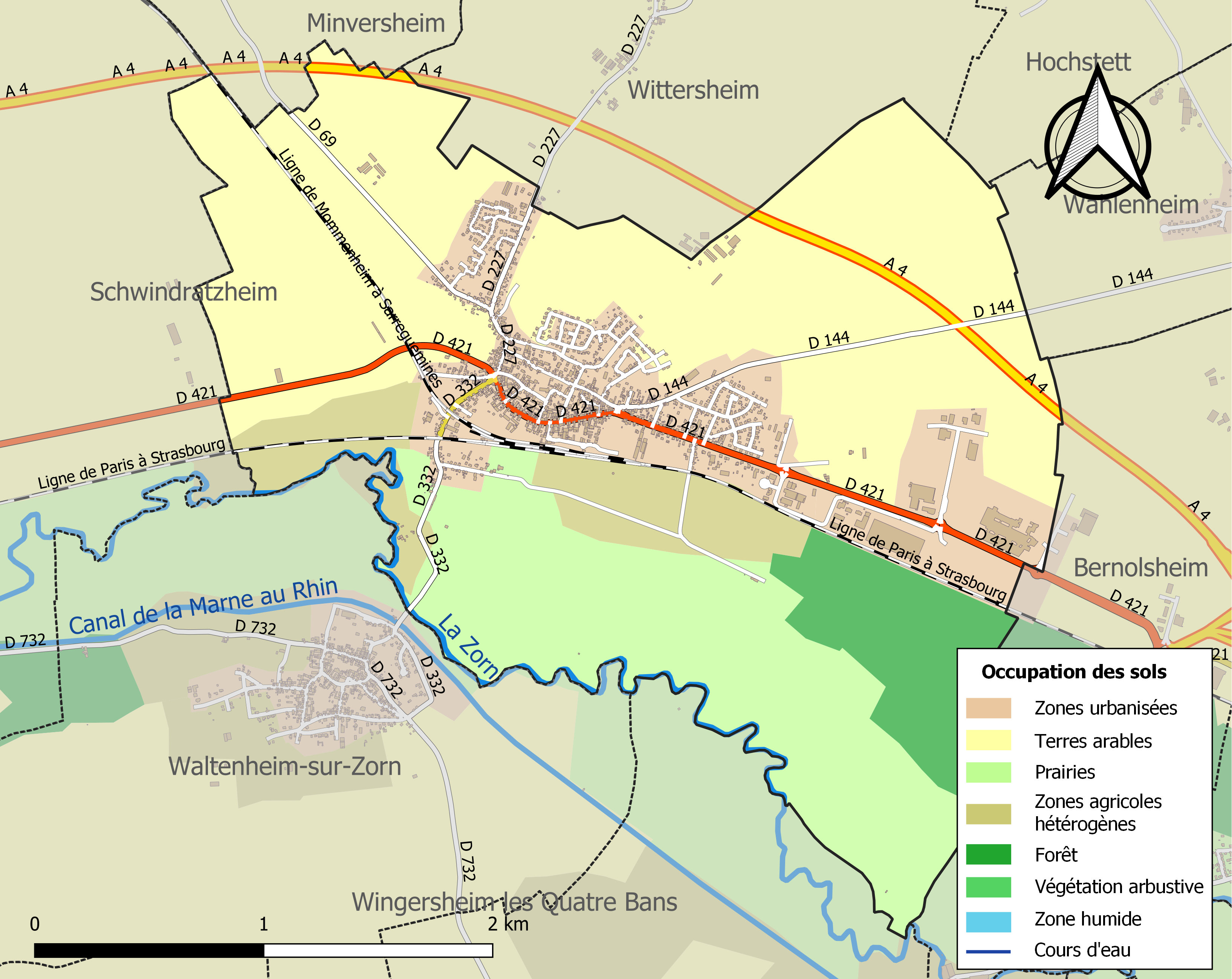
Kaart van de gemeente met de belangrijkste infrastructuur, bodemgebruik en omliggende gemeenten

## Demografie
Onderstaande figuur toont het verloop van het inwonertal (bron: INSEE-tellingen).

## Verkeer en vervoer
In de gemeente staat het spoorwegstation Mommenheim.